# Clubul Sportiv Flacăra Moreni
Il Clubul Sportiv Flacăra Moreni è una società calcistica rumena con sede nella città di Moreni, fondata nel 1922. Milita in Liga III.

## Storia
Il club, fondato nel 1922, cambia nome nel 1932 in Astra Moreni. Fino all'inizio della seconda guerra mondiale disputa campionati provinciali. Con la ripresa dell'attività sportiva nel 1946 la squadra viene ammessa in Divizia C e viene subito promossa al termine di un campionato dominato con 16 vittorie e 2 pareggi e 80 gol all'attivo. Nel 1951 diventa Flacăra Moreni.
Nei decenni successivi, dal punto di vista sportivo, la squadra alterna campionati in Divizia B e in Divizia C. Nel 1977 avviene la fusione con i rivali del Automecanica Moreni diventando Flacăra Automecanica Moreni.
Gli anni 80 vedono il Moreni disputare buoni campionati nella seconda serie fino al campionato 1985-86 quando la squadra viene promossa per la prima volta in Divizia A. Nella massima divisione disputa quattro campionati, il migliore dei quali è il 1988-89, terminato al quarto posto centrando così la qualificazione in Coppa UEFA. L'anno successivo viene retrocesso e successive discese nelle serie inferiori fanno sì che nell'annata 2010-2011 il club gioca nella quarta serie nazionale

## Competizioni internazionali
Il quarto posto conquistato nel 1989 permette al club di partecipare alla Coppa UEFA 1989-1990, competizione nella quale viene eliminata al primo turno dal Porto

## Nomi ufficiali
Nella sua storia il club ha avuto i seguenti nomi:
- Astra Română (1932-1950)
- Flacăra Automatica Moreni (1951-1977)
- Flacăra Automecanica (1977-1985)
- Flacăra Moreni (dal 1986)

## Stadio
La squadra gioca i suoi incontri interni nello Stadionul Flacăra, impianto dotato di 10.000 posti inaugurato nel 1922

## Palmarès

### Competizioni nazionali
- Liga II: 1

1985-1986
- Liga III: 6

1946–1947, 1971–1972, 1972–1973, 1975–1976, 1978–1979, 1983–1984
- Liga IV: 1

2015-2016

### Altri piazzamenti
- Liga II:

Secondo posto: 1951